# Jim Fielder
Jim Fielder (* 4. října 1947, Denton, Texas, USA) je americký baskytarista, nejvíce známý jako jeden ze zakládajících členů skupiny Blood, Sweat & Tears. Před nástupem do BS&T působil a hrál v několika dalších pozoruhodných kapelách včetně The Mothers of Invention a Buffalo Springfield.